# بالای دریاچه
بالای دریاچه (انگلیسی: Top of the Lake) یک سریال درام معمایی محصول ساندنس‌تی‌وی به کارگردانی گارث دیویس و نویسندگی جین کمپیون است که در سال ۲۰۱۳ منتشر شد.